# Federación de Ajedrez de la Comunitat Valenciana
La Federación de Ajedrez de la Comunidad Valenciana es la organización afiliada a la Federación Española de Ajedrez responsable de la organización de las competiciones oficiales de Ajedrez en la Comunidad Valenciana (España). Fue fundada como Federación Territorial Valenciana de Ajedrez.
Su sede se encuentra en la ciudad de Valencia, y cuenta con Delegaciones en las ciudades de Castellón de la Plana y Alicante. Desde su fundación y hasta su traslado a Valencia, sus dependencias se encontraban en Alfafar. 
Su actual Presidente es Emilio González Gómez, quien sucedió a Francisco Cuevas Povedano, tras Pedro Antonio López Mateo, hermano del expresidente y empresario Basilio López Mateo. Anteriormente fue presidente Juan Anguix Garrido, también empresario.
El organismo profesional de los árbitros de ajedrez de la Comunidad Valenciana, denominado Comité Técnico de Árbitros de Ajedrez de la Comunidad Valenciana depende de la Federación.